# Дуброво (Починковский район)
Дуброво — село в Починковском районе Нижегородской области. Входит в состав Починковского сельсовета.

## История
До 1939 г. носило название Дураково.

## Население
| 2002 | 2010 |
| ---- | ---- |
| 357  | ↘289 |